# 吉和街道
吉和街道，是中华人民共和国安徽省芜湖市镜湖区下辖的一个乡镇级行政单位。

## 行政区划
吉和街道下辖以下地区：
进宝街社区、狮子山社区和申元街社区。